# جاده در دست تعمیر
جاده در دست تعمیر یک مجموعه تلویزیونی نوروزی محصول ۱۳۸۷ به کارگردانی حسین تبریزی،  و تهیه‌کنندگی علیرضا ابراهیمی می‌باشد که از شبکه دو پخش شد.

## بازیگران
- بهزاد فراهانی
- ثریا قاسمی
- ابوالفضل پورعرب
- رضا توکلی
- مریم امیرجلالی
- کیومرث ملک‌مطیعی
- لاله صبوری
- سحر زکریا
- کیانوش گرامی
- امیر نوری
- امیر غفارمنش